# Kirkjubøur

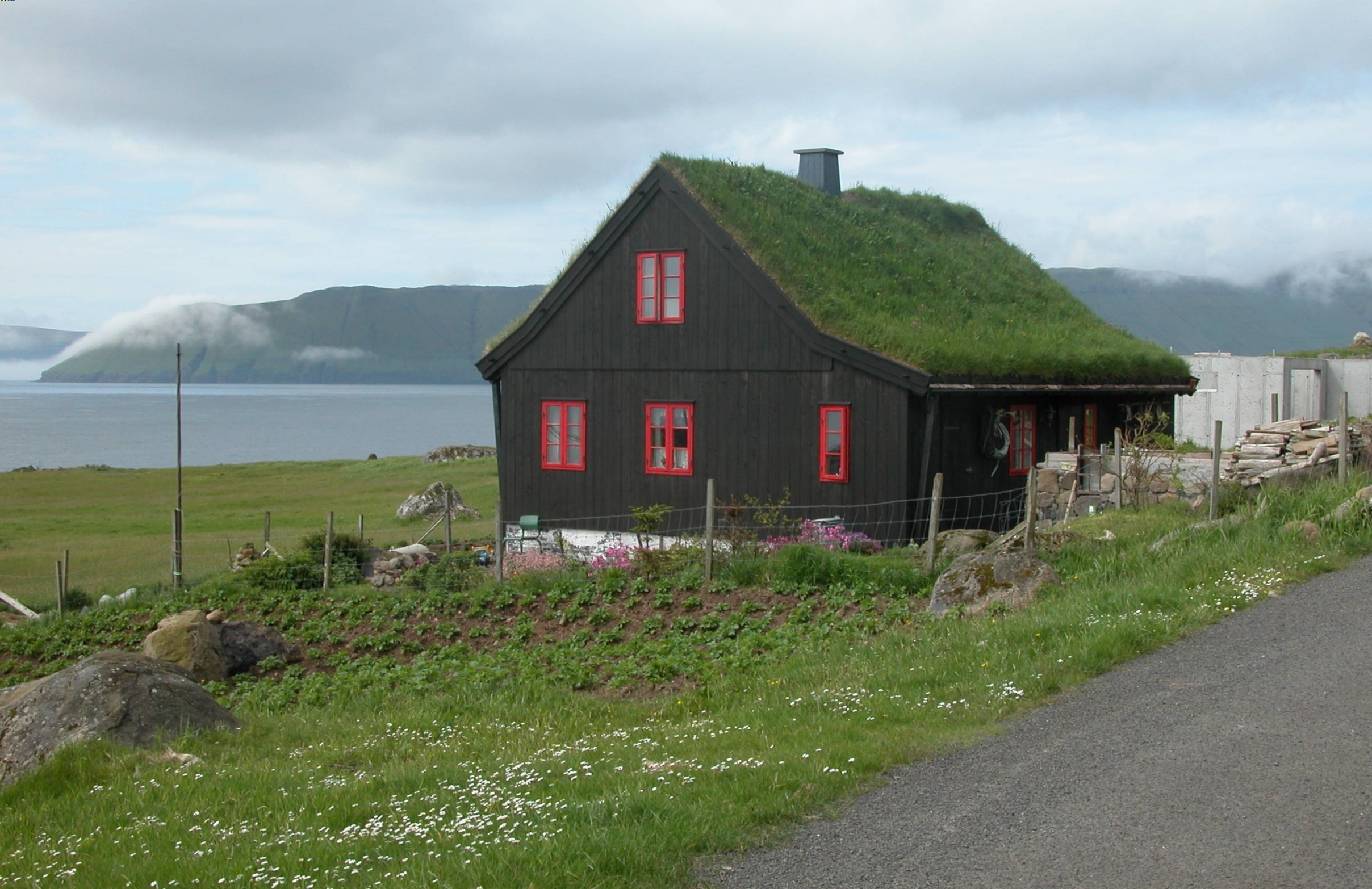
Una casa nel villaggio.

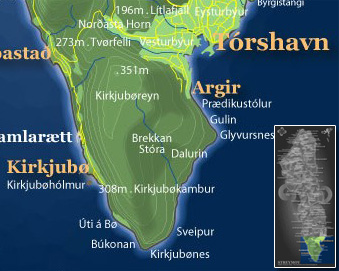
Una mappa che mostra la posizione di Kirkjubøur su Streymoy

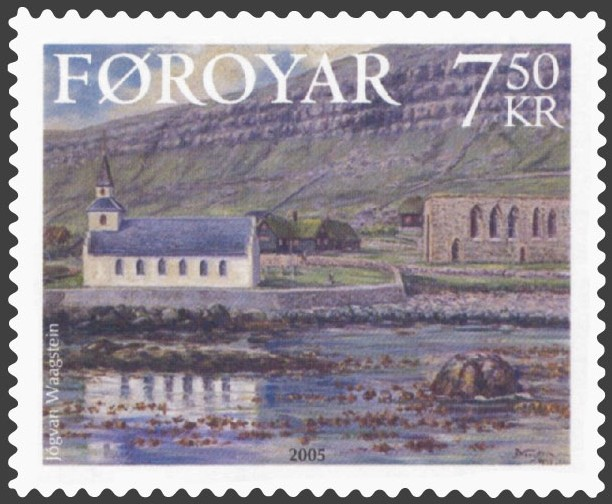
Immagine di Jógvan Waagstein che mostra Kirkjubøur nel 1924
Francobollo FO 534 delle Poste faroesi stampato il 19 settembre 2005

Kirkjubøur è un piccolo villaggio nelle Isole Fær Øer nel comune di Tórshavn, ed il più meridionale dell'isola di Streymoy. È posto sulla costa occidentale dell'isola e gode di una vista sulle isole di Hestur e Koltur. Rappresenta il più importante sito storico delle isole, in quanto sino al XVI secolo ospitò la sede episcopale delle Fær Øer.

## Storia
Il villaggio ospitò, dal XII secolo al 1538 circa, la sede episcopale delle Fær Øer ed ha rappresentato il maggiore centro spirituale dell'arcipelago. Si pensa che in quel periodo potesse essere composto da circa cinquanta abitazioni, la maggior parte delle quali però venne abbattuta da una tempesta alla fine del '500.
È il sito storicamente più rilevante del paese, con le rovine della Cattedrale di Magnus intorno al 1300, la Chiesa di Sant'Olav (Olavskirkjan), del XII secolo e l'antica fattoria Kirkjubøargarður dell'XI secolo. Nel 1832, fu trovata una pietra runica vicino alla Cattedrale di Magnus a Kirkjubøur. La pietra risale all'età vichinga.

## Monumenti e luoghi d'interesse
Ne villaggio vi sono molti punti di interesse che richiamano la sua storia:
- Le rovine della Cattedrale di San Magnus, proposte come Patrimonio Mondiale dell'Umanità, del XIV secolo.
- La più antica chiesa operante nelle Fær Øer, la Chiesa di Sant'Olav, del XIII secolo.
- La più antica casa ancora abitata del mondo, la Kirkjubøargarður, dell'XI secolo.

## Galleria d'immagini
Immagini delle rovine della Cattedrale di S. Magnus in una serie di francobolli faroesi del 1988:

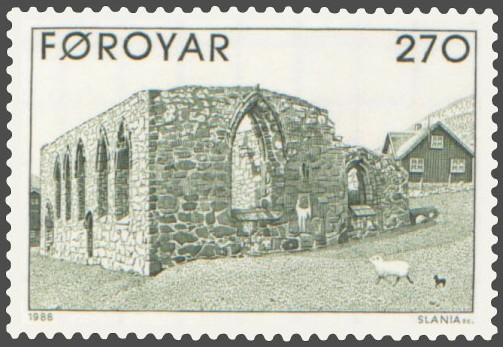
FR 169: La cattedrale.
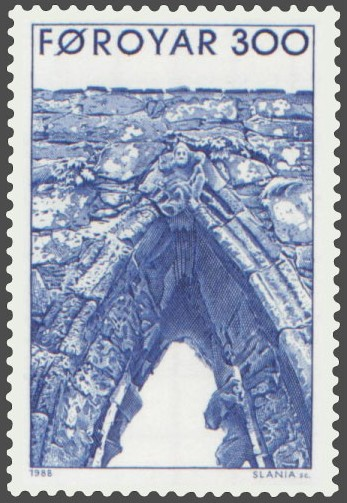
FR 170: Dettaglio di un arco gotico.
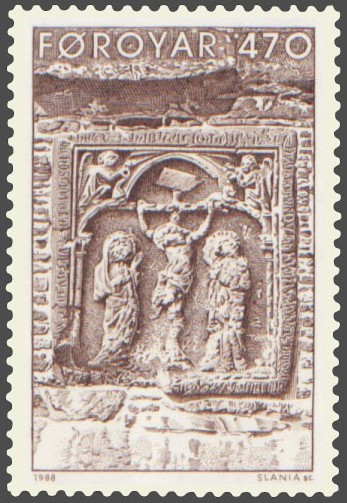
FR 171: La crocifissione su un muro interno.
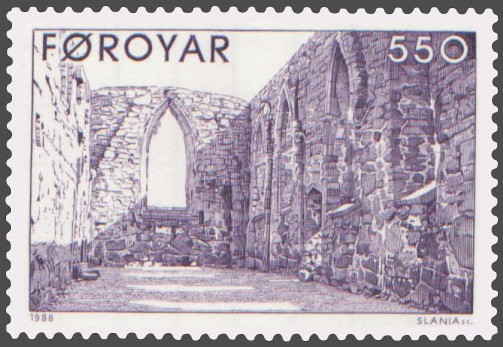
FR 172: Dentro le rovine